# Суханов, Иван Кузьмич
Иван Кузьмич Суханов (1916, с. Нижнее Бабино, Курская губерния — 27 августа 1942, д. Тюнелево, Ленинградская область) — участник Великой Отечественной войны, разведчик 462-го стрелкового полка, 168-й стрелковой дивизии (Приморская оперативная группа, Ленинградский фронт, красноармеец. Закрыл своим телом амбразуру пулемёта.

## Биография
Родился в 1916 году в селе Нижнее Бабино Курской губернии в семье Кузьмы Ефимовича Суханова. Окончил школу, участвовал в работе комсомольской и осавиахимовской организаций. Кандидат в члены ВКП(б) с 1939 года. Русский.
Обоянским РВК призван в РККА в 1941 году. По некоторым сведениям проходил службу в пограничных войсках, откуда возможно попал в состав 168-й стрелковой дивизии. В составе 462-го стрелкового полка принимал участие с 4 июля 1941 года в боях с финскими войсками на северном побережье Ладожского озера, с 28 августа по 24 октября 1941 года на южных подступах к Ленинграду в районе Тосно — пригороды Ленинграда, затем до конца декабря 1941 года на Невском пятачке. С середины января 1942 года — на Ораниенбаумском плацдарме.
На август 1942 года был рядовым разведчиком. В ночь с 26 на 27 августа 1942 года в районе деревни Тюнелево (8-й километр Гостилицкого шоссе) принимал участие в разведке переднего края противника, был назначен командиром группы захвата пленного. После переправы через небольшую реку, группа разведчиков была обнаружена, по ней был открыт огонь и навстречу выдвинулась группа солдат противника числом до 15 человек. В бою красноармеец Суханов лично уничтожил 8 солдат противника, и остатки немецкой группы были вынуждены вернуться в траншеи.
Дальнейшему продвижению разведгруппы мешал огонь из дзота. Красноармеец Суханов приказал группе залечь и со словами «Ты у меня сейчас замолчишь, поганая», подобрался к дзоту. Выстрелы в амбразуру результата не принесли, и тогда красноармеец Суханов лёг на амбразуру пулемёта. Разведгруппа ворвалась в траншеи и уничтожила до 20 солдат противника.
Был похоронен в деревне Тюнелево.
Приказом войскам фронта от 17 октября 1942 года красноармеец Суханов был посмертно награждён Орденом Красного Знамени

Знак в память о деревне Тюнелево и подвиге политрука Суханова

В районе деревни Тюнелево (ныне не сохранилась) установлен памятник в память о подвиге Суханова И.К. Иван Суханов навечно включён в списки учащихся ломоносовского ПТУ № 20. В музее боевой славы Ораниенбаумского пятачка есть экспозиция, посвященная подвигу красноармейца Суханова; его дневник хранится в школьном музее боевой славы СОШ № 1210 г. Москвы.